# Pierino Belli
Pierino Belli (Alba, 20 de marzo de 1502 - Turín, 31 de diciembre de 1575) fue un soldado y jurista italiano.
Estuvo al servicio del Sacro Imperio Romano Germánico como comandante de las fuerzas imperiales en Piamonte. En 1560, Manuel Filiberto de Saboya lo nombró concejal de estado. Belli es notable por su libro De re militari et de bello (1563), que fue uno de los más detallados estudios del Derecho militar y las normas de guerra escritos hasta la época.